# Neoseptatournayella
Neoseptatournayella es un género de foraminífero bentónico considerado como nomen nudum, y propuesto como un subgénero de Septatournayella, es decir, Septatournayella (Neoseptatournayella) de la subfamilia Tournayellinae, de la familia Tournayellidae, de la superfamilia Tournayelloidea, del suborden Fusulinina y del orden Fusulinida. Su rango cronoestratigráfico abarca desde el Tournasiense hasta el Viseense (Carbonífero inferior).

## Discusión
Algunas clasificaciones más recientes incluyen Neoseptatournayella en el suborden Tournayellina, del orden Tournayellida, de la subclase Fusulinana y de la clase Fusulinata.

## Clasificación
Neoseptatournayella incluye a las siguientes especies:
- Neoseptatournayella gorlovskiensis †, también considerado como Septatournayella (Neoseptatournayella) gorlovskiensis †

Otra especie considerada en Neoseptatournayella es:
- Neoseptatournayella repentina †, también considerado como Septatournayella (Neoseptatournayella) repentina †, de posición genérica incierta